# Freeplane

Freeplane è un software libero per la creazione di mappe mentali (diagrammi per la connessione tra idee), diagrammi che permettono di rappresentare le connessioni semantiche tra idee diverse. È scritto nel linguaggio Java ed è disponibile per le piattaforme Windows, GNU/Linux e Mac Os. È disponibile una versione portatile per Windows. Freeplane è distribuito con una licenza GNU GPL.
A luglio 2009 Freeplane ha lanciato in seguito ad un fork di Freemind. Dopo poco più di un anno (il 26 giugno 2010) esce Freeplane 1.1.0, la prima versione stabile che conserva la compatibilità con il formato FreeMind e si arricchisce di nuove funzionalità. Nel 2011 le statistiche di SourceForge.net mostrano che Freeplane è scaricato più di 500 volte quotidianamente.

## Funzionalità e confronto con Freemind
Oltre alle mappe mentali, ecco le funzioni principali di Freeplane:
- Tra le funzionalità che esistono già in FreeMind, si segnala:
  - i nodi posso contenere testo (con o senza formattazione); le icone; le immagini; i link ipertestuali verso pagine web , verso file in locale o file condivisi on-line; accesso a openMaps (mappa geografica interattiva)
  - nuvole attorno ai rami;
  - formattazione automatica;
  - controllo ortografico multilingue;
  - ricerca nei rami;
  - definizione di attributi che possono essere assegnati a ogni nodo; più possibilità di filtrare la mappa secondo uno o più attributi;
  - gestione dei tempi;
  - esportazione nei formati html, xhtml, Applets java, Flash, pdf (i link non sono attivi), svg, png, jpg, odt (per sezioni);
  - esportazione verso ToDoList, software libero e gratuito di gestione dei tempi e di progetti.
- Nuove funzioni, assenti da FreeMind:
  - formule matematiche (codice LaTeX) nell'etichetta dei nodi;
  - incollare html come una serie di nodi;
  - cerca/sostituisci in tutte le mappe;
  - esportazione nei formati LaTex (classi, documenti, Beamer, Input), Mediawiki, opml;
  - versione portable eseguibile in una chiavetta USB;
  - elaborazione automatica con script Groovy.

## Le basi
Le scorciatoie da tastiera permettono di effettuare le operazioni di base:
- Il tasto Ins crea un nodo (a partire dal nodo centrale chiamato "nodo radice");
- Il tasto Invio crea un nodo dello stesso livello del nodo corrente (chiamato "nodo fratello"), sotto (o sopra se Maiusc + Invio);
- Il tasto Canc elimina i nodi selezionati;
- La funzione di trascinamento con il mouse permette di riorganizzare molto facilmente i nodi o i rami all'interno della mappa, come i tasti Ctrl + freccia per spostare il nodo selezionato.

## Le estensioni
Una delle ricchezze di Freeplane è la facilità di arricchire le funzionalità grazie al sistema di add-ons.
Diversi sono già disponibili, e la semplicità del linguaggio Groovy permette facilmente alle persone con un minimo di competenza di sviluppo di aggiungerne di nuovi.
Esempi di estensioni disponibili:
- set di icone aggiuntivi;
- assistenza alla revisione;
- versioning nelle mappe mentali;
- lavoro collaborativo sulle mappe mentali[6] (il lavoro collaborativo è uno degli elementi presenti in FreeMind ma assente nella versione "senza estensioni" di Freeplane)[7].